# Jeff Davis (Skispringer)
Jeff Davis (* 19. März 1958 in Havre de Grace als Jeffrey Logan Davis) ist ein ehemaliger US-amerikanischer Skispringer.

## Werdegang
Davis, der für den Steamboat Springs Winter Sports Club startete, bestritt sein erstes internationales Springen am 30. Dezember 1977 zum Auftakt der Vierschanzentournee 1977/78 in Oberstdorf. Er konnte jedoch wie auch in den restlichen drei Springen der Tournee keine erfolgreiche Platzierung erzielen und landete auf den hinteren Plätzen.
Bei den Olympischen Winterspielen 1980 in Lake Placid erreichte Davis auf der Normalschanze den 17. und auf der Großschanze den 44. Platz.
Nach den Spielen gab er am 27. Februar 1980 sein Debüt im Skisprung-Weltcup und erreichte in seinem ersten Springen in St. Moritz auf Anhieb den 5. Platz und damit insgesamt 11 Weltcup-Punkte. So erreichte er trotz nur eines gesprungenen Wettbewerbs am Ende den 65. Platz in der Gesamtwertung der Weltcup-Saison 1979/80.
Im darauf folgenden Jahr startete er erneut zur Vierschanzentournee. Diese verlief jedoch ähnlich erfolglos wie 1977/78. Erst nach der Tournee konnte er am 15. Februar 1981 im japanischen Sapporo mit Platz 13 erneut in die Punkteränge springen. In Chamonix erreichte er eine Woche später sogar den 7. Platz. Nachdem er auch in seinen beiden letzten Weltcups in seiner Karriere in Saint-Nizier und Lahti Weltcup-Punkte gewinnen konnte, beendete er seine Karriere mit dem 42. Platz in der Weltcup-Gesamtwertung 1980/81.

## Erfolge

### Weltcup-Platzierungen
| Saison  | Platz | Punkte |
| ------- | ----- | ------ |
| 1979/80 | 64.   | 11     |
| 1980/81 | 42.   | 18     |